# Comuna de Powid
Powidz (polaco: Gmina Powidz) é uma gminy (comuna) na Polónia, na voivodia de Grande Polónia e no condado de Słupecki. A sede do condado é a cidade de Powidz.
De acordo com os censos de 2004, a comuna tem 2091 habitantes, com uma densidade 26,1 hab/km².

## Área
Estende-se por uma área de 80,15 km², incluindo:
- área agricola: 28%
- área florestal: 47%

## Demografia
Dados de 30 de Junho 2004:
|                      | Total   | Total | Mulheres | Mulheres | Homens  | Homens |
| -------------------- | ------- | ----- | -------- | -------- | ------- | ------ |
|                      | pessoas | %     | pessoas  | %        | pessoas | %      |
| População            | 2091    | 100   | 1031     | 49,3     | 1060    | 50,7   |
| Densidade (pop./km²) | 26,1    | 100   | 12,9     | 12,9     | 13,2    | 13,2   |

De acordo com dados de 2002, o rendimento médio per capita ascendia a 3036,72 zł.

## Subdivisões
- Anastazewo, Charbin, Ługi, Ostrowo, Polanowo, Powidz, Powidz-Osiedle, Przybrodzin, Smolniki Powidzkie, Wylatkowo.

## Comunas vizinhas
- Kleczew, Orchowo, Ostrowite, Słupca, Strzałkowo, Witkowo